# Electrical Storm
"Electrical Storm" é o único single lançado na coletânea The Best of 1990-2000 da banda de rock irlandesa U2, uma das duas canções inéditas gravadas para o álbum (a outra é "The Hands That Built America"). O vídeo para a canção apresenta em destaque o baterista Larry Mullen Jr., bem como a atriz Samantha Morton. A música retrata sobre dois amantes que lutam contra a tensão entre eles; se refere este, a uma temprestade elétrica.
Embora a canção não ter feito uma grande impressão nos Estados Unidos, a canção esteve bem em outros países, alcançando a #1 posição na Itália. Também alcançou a #5 posição no UK Singles Chart e na Austrália.

## Composição
Duas versões oficiais da canção existem — A "Band version" (versão da banda), mixado por Carl Glanville, e a versão "William Orbit Mix", mixado por William Orbit, com uma introdução mais silenciosa. O "William Orbit Mix" comparece no The Best of 1990-2000 e a "Band version" foi apresentado no b-side do álbum. Uma terceira versão foi ouvida, brevemente, nas emissoras de rádio no Reino Unido e Austrália, pouco antes do lançamento do single. Às vezes foi chamado de 'Radio One Mix' (porque era originalmente tocado na Radio One do Reino Unido, e no meio da música da Radio One, uma estação de chamada é ouvida), esta versão é um mix de som suave, com diferentes linhas de guitarra durante o refrão e tradicionais riffs do U2 no início do solo de guitarra ao fim da canção. Acredita-se que esta era uma versão demo que tinha vazado na rádio, e agora é pensado para existir apenas como privados para fãs, gravações fora do ar.

## Performances ao vivo
Embora lançado em 2002, a canção não era tocada ao vivo até a turnê U2 360° Tour, quando ele foi tocado no estilo de William Orbit na segunda noite da primeira etapa da turnê em Barcelona, na Espanha, em 2 de julho de 2009. Posteriormente, foi tocada mais três vezes: em 7 de julho de 2009 em Milão, na Itália, 8 de julho de 2009 também em Milão, e 1 de agosto de 2009 em Gotemburgo, na Suécia.

## Lista de faixas
| CD 1 (063 909-2) |                                        |                   |         |  |
| N.º              | Título                                 | Mixado por:       | Duração |  |
| 1.               | "Electrical Storm" (William Orbit Mix) | William Orbit     | 4:37    |  |
| 2.               | "New York" (Nice Mix)                  | Jimmy "KLF" Cauty | 5:43    |  |
| 3.               | "New York" (Nasty Mix)                 | Jimmy "KLF" Cauty | 5:00    |  |

| CD 2 (063 910-2) |                                                                   |                               |         |  |
| N.º              | Título                                                            | Mixado por:                   | Duração |  |
| 1.               | "Electrical Storm" (Band version)                                 | Carl Glanville                | 4:26    |  |
| 2.               | "Live medley of Bad, 40 and Streets" (Live from Live from Boston) | John Harris, Steve Lillywhite | 12:28   |  |

| CD 3 (603 886-2) |                                        |                |         |  |
| N.º              | Título                                 | Mixado por:    | Duração |  |
| 1.               | "Electrical Storm" (William Orbit Mix) | William Orbit  | 4:37    |  |
| 2.               | "Electrical Storm" (Band version)      | Carl Glanville | 4:26    |  |

| CD lançado no Japão (UICI-5009) |                                                                   |                               |         |  |
| N.º                             | Título                                                            | Mixado por:                   | Duração |  |
| 1.                              | "Electrical Storm" (William Orbit Mix)                            | William Orbit                 | 4:37    |  |
| 2.                              | "New York" (Nice Mix)                                             | Jimmy "KLF" Cauty             | 5:43    |  |
| 3.                              | "New York" (Nasty Mix)                                            | Jimmy "KLF" Cauty             | 5:00    |  |
| 4.                              | "Electrical Storm" (Band version)                                 | Carl Glanville                | 4:26    |  |
| 5.                              | "Live medley of Bad, 40 and Streets" (Live from Live from Boston) | John Harris, Steve Lillywhite | 12:28   |  |

| DVD (063 857-9) |                                                   |         |  |
| N.º             | Título                                            | Duração |  |
| 1.              | "Electrical Storm video" (William Orbit Mix)      | 4:37    |  |
| 2.              | "Electrical Storm" (Director's cut)               | 4:25    |  |
| 3.              | "Entrevista com Larry"                            |         |  |
| 4.              | "Galeria de fotos" (fotografias de Anton Corbijn) |         |  |

## Paradas e posições
| Paradas (2002)                 | Melhor posição |
| ------------------------------ | -------------- |
| Austrália Singles Chart        | 5              |
| Áustria Singles Chart          | 8              |
| Bélgica Ultratop 50 (Flanders) | 23             |
| Bélgica Ultratop 40 (Valônia)  | 29             |
| Dinamarca Singles Chart        | 2              |
| Países Baixos Singles Chart    | 4              |
| França Singles Chart           | 18             |
| Mundo IFPI Singles Chart       | 2              |

| Paradas (2002)              | Melhor posição |
| --------------------------- | -------------- |
| Irlanda Singles Chart       | 2              |
| Itália Singles Chart        | 1              |
| Nova Zelândia Singles Chart | 5              |
| Noruega Singles Chart       | 4              |
| Suécia Singles Chart        | 13             |
| Suíça Singles Chart         | 5              |
| UK Singles Chart            | 5              |